# Нова (река)
Но́ва (лит. Nova) — река в Литве, протекает по территории Казлу-Рудского самоуправления и Шакяйского района Мариямпольского уезда. Правый приток средней Шешупе.
Длина реки составляет 69 км. Площадь водосборного бассейна — 403 км². Средний уклон — 0,61 м/км. Скорость течения — 0,2 м/с. Средний расход воды в устье — 2,14 м³/с.
Нова начинается в торфянике Новарайсчё, на расстоянии 7 км к юго-западу от местечка Лякечяй. Течёт по Шешупской низине, сначала на юго-запад, в среднем течении на запад, в низовье на северо-запад. Впадает в Шешупе на высоте 23 м над уровнем моря около деревни Пановяй. В маловодье летом местами пересыхает.
Притоки:
- левые: Шилупе, Тамошупис, Нопайтис;
- правые: Шядвига, Рогупис, Пянта[2].